# الجمهورية الكورية الثالثة
جمهورية كوريا الجنوبية الثالثة (بالكورية: 대한민국) هي حكومة كوريا الجنوبية التي استمرّ حكمها من ديسمبر 1963 إلى نوفمبر 1972.
تأسّست الجمهورية الثالثة عند حل المجلس الأعلى لإعادة البناء الوطني، الذي أطاح بالجمهورية الثانية وشكل حكومة عسكرية في مايو 1961. اُنتخَب بارك تشونغ هي رئيس المجلس الأعلى رئيسًا لكوريا الجنوبية في عام 1963 كنتيجة للانتخابات الرئاسية. قُدّمَت الجمهورية الثالثة على أنها عودة إلى الحكومة المدنية في إطار الجمعية الوطنية، ولكنها عمليًّا كانت ديكتاتورية تحت حكم بارك وأعضاء المجلس الأعلى والحزب الجمهوري الديمقراطي. أعطت الجمهورية الثالثة الأولوية للتنمية الاقتصادية لكوريا الجنوبية، ومعاداة الشيوعية، وتعزيز العلاقات مع الولايات المتحدة واليابان. أعيد انتخاب بارك في الانتخابات الرئاسية لعام 1967 وفرضت الجمعية الوطنية تعديلًا دستوريًّا يسمح له بالتقدّم لولاية ثالثة، وأعيد انتخابه في الانتخابات الرئاسية لعام 1971. أعلن بارك حالة الطوارئ في ديسمبر 1971 وأعلن عن خطط لإعادة الوحدة الكورية في بيان مشترك مع كوريا الشمالية في يوليو 1972. أطلق بارك عملية استعادة أكتوبر في أكتوبر 1972، وأعلن الأحكام العرفية، وحل الجمعية الوطنية، وأعلن عن خطط لدستور جديد. حُلَّت الجمهورية الثالثة عند الموافقة على دستور يوسين في الاستفتاء الدستوري في نوفمبر 1972 واستبدلت بجمهورية كوريا الرابعة.

## التاريخ

### خلفية تاريخية
في مايو 1961، أطاح المجلس الأعلى لإعادة البناء الوطني بجمهورية كوريا الثانية خلال انقلاب 16 مايو، بقيادة اللواء بارك تشونغ هي، ردًّا على عدم قدرة الحكومة على الوقوف في وجه عدم الاستقرار السياسي بعد الإطاحة بجمهورية كوريا الأولى تحت قيادة الرئيس سينغمان ري في ثورة أبريل. أنشأ المجلس الأعلى مجلسًا عسكريًّا (خونتا عسكرية) برئاسة الجنرال تشانغ دو يونغ وأنصار انقلاب 16 مايو في جيش جمهورية كوريا، على أمل أن يبدأ التنمية الاقتصادية لكوريا الجنوبية التي تجاهلتها حكومة الجمهورية الأولى لمدة اثني عشر عامًا، وإزالة - الأرستقراطيين التحرريين- الطبقة السائدة من السياسيين المحافظين المنخرطين في حركة الاستقلال الكورية. سمحت صراعات السلطة داخل المجلس الأعلى لبارك بترتيب النقل التدريجي للسلطة من تشانغ. ليحلّ محلّه رسميًّا في يوليو، ويصبح ديكتاتورًا فعليًا لكوريا الجنوبية. علّق بارك المجلس الأعلى الجمعية الوطنية، وعزز موقف كوريا الجنوبية المناهض للشيوعية، وقام بعدد من الإصلاحات الموجهة نحو الاقتصاد للمساعدة في التحوّل الصناعي وحركات تطوير البلاد، بما في ذلك الخطة الخمسية الأولى.
قوبلت الحكومة العسكرية للمجلس الأعلى بالرفض الفوري من الحليف الرئيسي لكوريا الجنوبية، الولايات المتحدة، تجاهل الأمريكيون محاولات بارك المبكرة لإرضائهم. بحلول عام 1962، بدأ الرئيس الأمريكي جون ف.كينيدي وإدارته بالضغط على بارك لاستعادة الديمقراطية والحكم المدني في كوريا الجنوبية. في 2 ديسمبر 1962، أُجري استفتاء حول العودة إلى نظام الحكم الرئاسي، الذي أُقرّ بأغلبية 78%. ردًا على ذلك تنازل بارك في نهاية المطاف عن منصبه العسكري ليكون مؤهلًا للترشّح كمدني في الانتخابات الرئاسية المقبلة، على الرغم من تعهده هو والقادة العسكريين الآخرين بعدم الترشح للمنصب. فاز بارك بفارق ضئيل في الانتخابات الرئاسية في أكتوبر 1963، وحلّ محل يون بوسون كرئيس لكوريا.

### التأسيس
كانت بداية جمهورية كوريا الثالثة في 17 ديسمبر 1963، بحل المجلس الأعلى رسميًا وإنهاء الفراغ الدستوري لمدة ثلاث سنوات. قُدّمَت الجمهورية الثالثة على أنها عودة إلى حكومة مدنية ديمقراطية ليبرالية في إطار الجمعية الوطنية، ونظام رئاسي قوي جديد مع رئيس الوزراء باعتباره ثاني أعلى منصب تنفيذي. عمل الرئيس بارك وحزبه الجمهوري الديمقراطي نظريًا من خلال أغلبيتهما المنتخبة ديمقراطيًا من مقاعد الجمعية الوطنية. لكن من الناحية العملية، مثّلت الجمهورية الثالثة استمرارًا للديكتاتورية العسكرية تحت إدارة بارك وكانت حكومته مكونة في الغالب من أعضاء سابقين في المجلس الأعلى، مارسوا غالبًا سلطات استبدادية كبيرة.
في مايو 1967، أعيد انتخاب بارك رئيسًا في الانتخابات الرئاسية، إثر فوزه على بوسون من الحزب الديمقراطي الجديد بنسبة 51.4% من الأصوات. حدّد دستور كوريا الجنوبية مدّة الحكم الرئاسي على بفترتين مدة كل منها أربع سنوات، ما يعني أن بارك لم يكن مؤهلًا للترشح لإعادة الانتخاب في عام 1971 عند نهاية فترته. ومع ذلك فرضت الجمعية الوطنية التي يسيطر عليها الحزب الجمهوري الديمقراطي من خلال تعديل دستوري السماح له بالتقدّم لولاية ثالثة. خاض بارك الانتخابات الرئاسية في مايو 1971 وهزم خصمه الديمقراطي الجديد كيم داي جنغ بنسبة 53.2% من الأصوات.
في ديسمبر 1971، أعلن بارك حالة الطوارئ بسبب الوقائع الخطيرة التي يشهدها العالم كما يزعم. في 4 يوليو 1972، أصدر بارك والزعيم الكوري الشمالي كيم إيل سونغ بيان 4 يوليو المشترك بين كوريا الشمالية وكوريا الجنوبية، الذي حدد المبادئ الثلاثة للوحدة الكورية: الاستقلال، والسلام، والوحدة على مستوى الأمّة.